# Supercopa d'Espanya de rugbi femenina
La Supercopa d'Espanya de rugbi femenina, anomenada Supercopa Iberdrola de rugbi femenina per motius de patrocini, és una competició esportiva de clubs espanyols de rugbi a XV. De caràcter anual, fou creada la temporada 2022-23 i és organitzada la Federació Espanyola de Rugbi. Hi participen el dos millors equips del Campionat d'Espanya de la temporada anterior, que disputen una final en una seu neutral, normalment al mes de setembre. Creada com el segon torneig de rugbi femení, dona inici a la temporada de les competicions de rugbi femení estatals.
La primera edició se celebrà el setembre de 2022 entre el Club Rugby Majadahonda i el Corteva Cocos Rugby, essent l'equip madrileny el primer campió de la competició.

## Historial
| En negreta = Equip guanyador (1) = Nombre de títols |

| Edició | Temp.   | Data       | Campió                   | Resultat   | Subcampió           | Seu                                   | refs  |
| ------ | ------- | ---------- | ------------------------ | ---------- | ------------------- | ------------------------------------- | ----- |
| I      | 2022-23 | 24-09-2022 | CR Majadahonda (1)       | 36-12      | Corteva Cocos Rugby | Estadi El Montecillo, Aranda de Duero | [ 3 ] |
| II     | 2023-24 | N/D        | SIlicius Majadahonda (2) | [ Nota 1 ] | Ghenova Cocos       | N/D                                   | [ 4 ] |

1. ↑  El campió es decidí pel còmput global del resultat dels partits del Silicius Majadahonda i Ghenova Cocos a la lliga regular.

## Palmarès
| Equip                  | Campió | Subcampió | Finals | Anys campió      | Anys subcampió   |
| ---------------------- | ------ | --------- | ------ | ---------------- | ---------------- |
| Club Rugby Majadahonda | 2      | 0         | 2      | 2022-23, 2023-24 | —                |
| Corteva Cocos Rugby    | 0      | 2         | 2      | —                | 2022-23, 2023-24 |